# Championnats d'Afrique de pétanque 2019
Navigation
Édition précédente Édition suivante
Les championnats d'Afrique de pétanque de 2019, dont c'est la 7e édition, se déroulent à Tunis du 24 au 28 mars 2019 pour les femmes, et à Lomé du 13 au 16 juin pour les hommes.

## Podiums

### Hommes
La Tunisie (Majdi Hammami, Sofiène Ben Brahim, Ali Nouachi et Mohamed Hédi Marzouk) est sacrée championne d'Afrique, battant en finale le Togo (13-9),.
| Épreuve                 | Or                                                                               | Argent        | Bronze        |
| ----------------------- | -------------------------------------------------------------------------------- | ------------- | ------------- |
| Triplette senior        | Tunisie- Majdi Hammami - Sofiène Ben Brahim - Ali Nouachi - Mohamed Hédi Marzouk | Togo          | Bénin Maurice |
| Tir de précision senior | Terrazini Marcel Bio                                                             | Hmida Zerrouk | Togo Maurice  |

### Femmes
En triplettes, la Tunisie (avec Mouna Béji, Ahlem Hadj Sassi, Ahlem Hadj Hassen et Asma Belli) s'impose en finale face à Madagascar sur le score de 13 à 2,,.
En tir de précision, la Malgache Hasina Malalaharison est sacrée championne d'Afrique en battant en finale une Tunisienne sur le score de 45 à 43. Mouna Béji remporte la médaille de bronze.
| Épreuve                 | Or                                                                      | Argent        | Bronze                                                                         |
| ----------------------- | ----------------------------------------------------------------------- | ------------- | ------------------------------------------------------------------------------ |
| Triplette senior        | Tunisie- Mouna Béji - Ahlem Hadj Sassi - Ahlem Hadj Hassen - Asma Belli | Madagascar    | Maroc- Karima Ghariz - Latifa Ouabba - Soukaina Agourar - Aziza Driouche Bénin |
| Tir de précision senior | Hasina Mihary Malalaharison                                             | Karima Ghariz | Louiza Boulenouar Mouna Béji                                                   |